# Scytodes propinqua
Espèce
Scytodes propinqua est une espèce d'araignées aranéomorphes de la famille des Scytodidae.

## Distribution
Cette espèce se rencontre en Inde et au Pakistan.

## Description
La carapace de la femelle holotype mesure 3,5 mm de long sur 2,5 mm et l'abdomen 3,8 mm de long sur 2,7 mm.

## Publication originale
- Stoliczka, 1869 : Contribution towards the knowledge of Indian Arachnoidea. Journal of the Asiatic Society of Bengal, vol. 38, no 2, p. 201-251 (texte intégral).